# Bahnhof Berlin Schönhauser Allee
A Bahnhof Berlin Schönhauser Allee egy S-Bahn állomás Németország fővárosában, Berlinben a Ringbahn vonalán. Az állomás 1879. augusztus 1-én nyílt meg, kezelője a DB Station&Service.

## Forgalom
| Járat | Útvonal | Gyakoriság csúcsidőben |
| ----- | --- | ---------------------- |
| ↻ ↺   | Gesundbrunnen – Schönhauser Allee – Prenzlauer Allee – Greifswalder Straße – Landsberger Allee – Storkower Straße – Frankfurter Allee – Ostkreuz – Treptower Park – Sonnenallee – Neukölln – Hermannstraße – Tempelhof – Südkreuz – Schöneberg – Innsbrucker Platz – Bundesplatz – Heidelberger Platz – Hohenzollerndamm – Halensee – Westkreuz – Messe Nord/ICC – Westend – Jungfernheide – Beusselstraße – Westhafen – Wedding – Gesundbrunnen                                                                             | 05 perc                |
|       | Birkenwerder – Hohen Neuendorf – Bergfelde – Schönfließ – Mühlenbeck-Mönchmühle – Blankenburg – Pankow-Heinersdorf – Pankow – Bornholmer Straße – Schönhauser Allee – Prenzlauer Allee – Greifswalder Straße – Landsberger Allee – Storkower Straße – Frankfurter Allee – Ostkreuz – Treptower Park – Plänterwald – Baumschulenweg – Schöneweide – Betriebsbahnhof Schöneweide – Adlershof – Grünau (– Eichwalde – Zeuthen)                                                                                                  | 20 perc                |
|       | Pankow – Bornholmer Straße – Schönhauser Allee – Prenzlauer Allee – Greifswalder Straße – Landsberger Allee – Storkower Straße – Frankfurter Allee – Ostkreuz – Treptower Park – Plänterwald – Baumschulenweg – Schöneweide (– Betriebsbahnhof Schöneweide – Adlershof – Grünau) | 20 perc                |
|       | Pankow – Vinetastraße – Schönhauser Allee – Eberswalder Straße – Senefelderplatz – Rosa-Luxemburg-Platz – Alexanderplatz – Klosterstraße – Märkisches Museum – Spittelmarkt – Hausvogteiplatz – Stadtmitte – Mohrenstraße – Potsdamer Platz – Mendelssohn-Bartholdy-Park – Gleisdreieck – Bülowstraße – Nollendorfplatz – Wittenbergplatz – Zoologischer Garten – Ernst-Reuter-Platz – Deutsche Oper – Bismarckstraße – Sophie-Charlotte-Platz – Kaiserdamm – Theodor-Heuss-Platz – Neu-Westend – Olympia-Stadion – Ruhleben | 4 perc                 |

## Szomszédos állomások
Az állomáshoz az alábbi állomások vannak a legközelebb:
- Berlin-Gesundbrunnen állomás
- S-Bahnhof Prenzlauer Allee